# Janvier 1977

## Évènements
- 1er janvier (Belgique) : entrée en vigueur de la loi du 30 décembre 1975, qui réduit le nombre de communes que comptait la Belgique depuis son indépendance en 1830, de 2359 à 596.
- 3 janvier : Création de la société Apple.

- 5 janvier : manifeste de la « Charte 77 » en République socialiste tchécoslovaque, signé par près de mille personnes (intellectuels, hommes d’Église, ouvriers, etc.) dont 242 dissidents parmi lesquels Václav Havel. Elle accuse le gouvernement de Gustáv Husák de graves violations envers les droits de l'homme. Elle ne parvient pas à infléchir la politique du gouvernement particulièrement hostile à toute évolution.

- 9 janvier : 
  - arrestation à Paris de  Mohammed Daoud Odeh, un activiste palestinien soupçonné d'avoir participé à la prise d'otages et à l'assassinat d'athlètes israéliens aux Jeux olympiques de Munich de 1972.
  - Formule 1 : Grand Prix automobile d'Argentine.

- 20 janvier : début de la présidence démocrate de Jimmy Carter[1] aux États-Unis (fin en 1981).
  - Le démocrate Jimmy Carter entend mettre au premier plan des priorités la défense des droits de l’homme, politique taxée par ses adversaires d’idéaliste et jugée dangereuse pour les intérêts stratégiques américains. Alors que la diplomatie américaine avait soutenu des dictatures dans le passé, pourvu qu’elles soient anticommunistes, Carter fait pression pour qu’elles se libéralisent, avec des résultats variés.

- 23 janvier, (Formule 1) : Grand Prix automobile du Brésil.

- 28 janvier, (Rallye automobile) : arrivée du Rallye de Monte-Carlo.

- 31 janvier : 
  - Libération de Françoise Claustre détenue deux ans dans le Tibesti (Tchad).
  - Inauguration du Centre national d'art et de culture Georges-Pompidou à Paris.

## Naissances
- 1er janvier : « Morenito d'Arles » (Rachid Ouramdane), matador français.
- 2 janvier : Christophe Beaugrand, animateur de télévision français.
- 3 janvier : 
  - Marie-Eugénie Maréchal, actrice française de doublage
  - Mayumi Iizuka, seiyū japonaise.
- 7 janvier : 
  - Sofi Oksanen, femme de lettres finlandaise.
  - Dustin Diamond, réalisateur américain († 1er février 2021).
- 10 janvier : Michelle O'Neill, personnalité politique irlandaise.
- 11 janvier : Jérôme Kerviel, opérateur de marché français.
- 13 janvier :
  - Orlando Bloom, acteur britannique.
  - « Cayetano » (Cayetano Rivera Ordóñez), matador espagnol.
- 14 janvier : Narain Karthikeyan, pilote de Formule 1 indien.
- 15 janvier : Giorgia Meloni, femme politique italienne.
- 16 janvier : Nicholas McRoberts, compositeur et chef d'orchestre australien.
- 18 janvier : Didier Dinart, handballeur français.
- 20 janvier : Jules Barhalengehwa, homme politique de la République démocratique du Congo.
- 21 janvier :
  - Michael Ruffin : joueur et entraîneur de basket-ball américain.
  - José Ignacio Uceda Leal, matador espagnol.
- 23 janvier : Joséphine de Meaux, actrice française.
- 26 janvier : Nicholaus Arson, guitariste suédois du groupe The Hives.
- 31 janvier : Kerry Washington, actrice américaine.

## Décès
- 2 janvier : Erroll Garner, pianiste de jazz américain (°15 juin 1921)
- 12 janvier : Henri-Georges Clouzot, cinéaste français (° 20 novembre 1907).
- 13 janvier : Henri Langlois, fondateur de la Cinémathèque française. (° 13 novembre 1914).
- 14 janvier : Anaïs Nin, écrivain américaine (° 21 février 1903).
- 21 janvier : Sandro Penna, poète italien (º 12 juin 1906).
- 29 janvier : Freddie Prinze, comédien américain.